# Wasserschloss Loifling

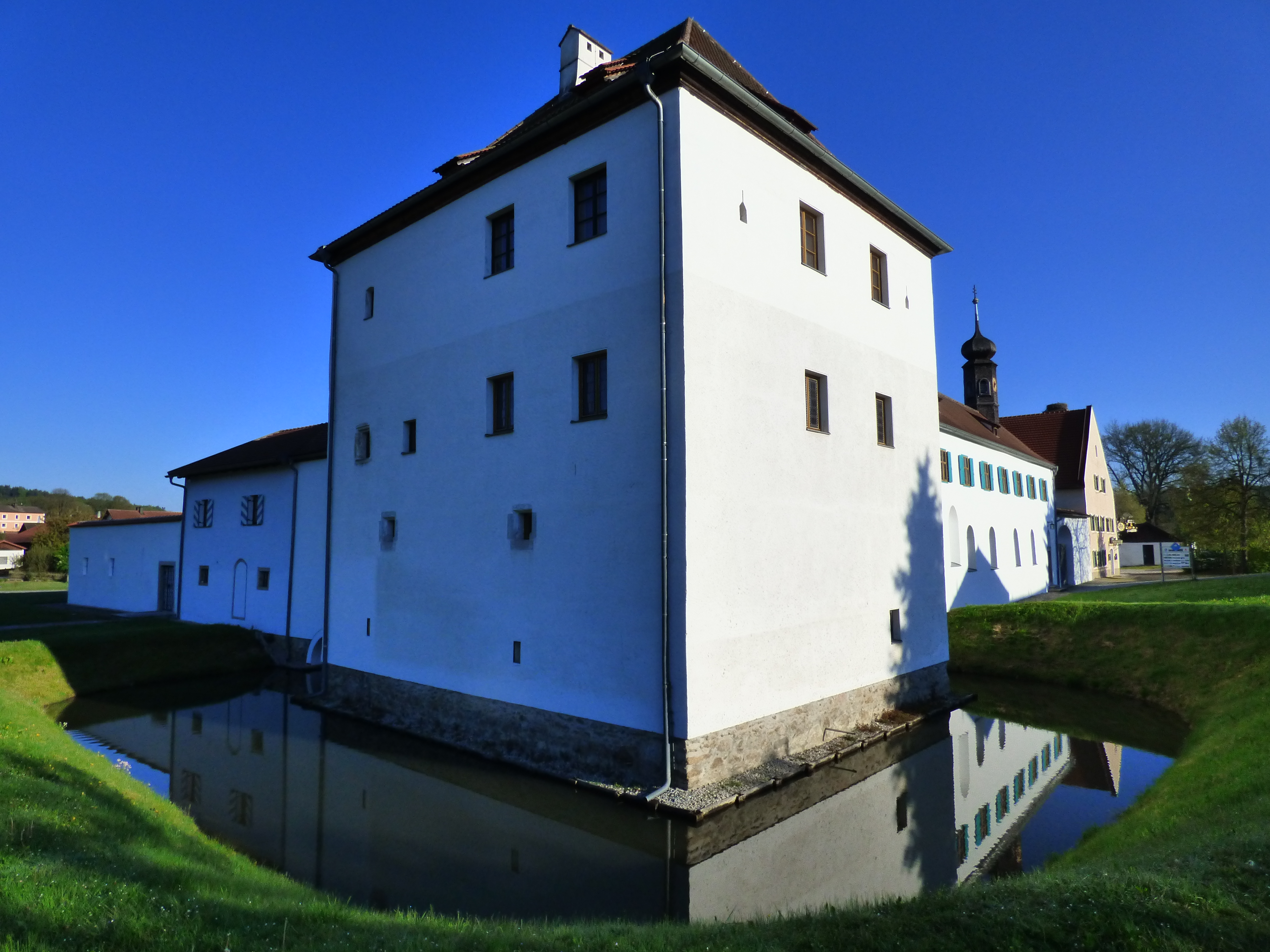
Schloss Loifling in der Gemeinde Traitsching im Landkreis Cham

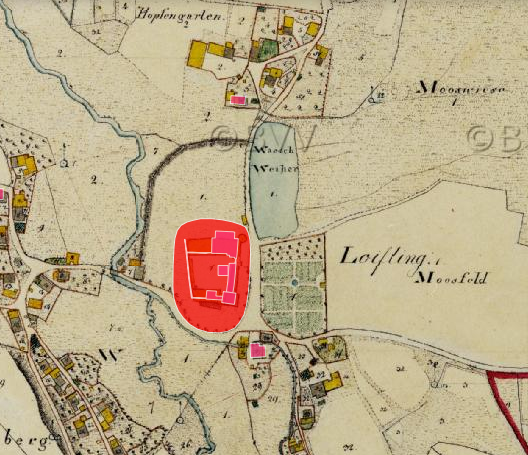
Lageplan von Wasserschloss Loifling auf dem Urkataster von Bayern

Das Wasserschloss Loifling befindet sich im gleichnamigen Gemeindeteil Loifling der Oberpfälzer Gemeinde Traitsching im Landkreis Cham von Bayern (Hofmarkstraße 25–31). Die Anlage ist unter der Aktennummer D-3-72-164-28 als Baudenkmal verzeichnet. „Archäologische Befunde des Mittelalters und der frühen Neuzeit im Bereich des Schlosses von Loifling, darunter die Spuren von Vorgängerbauten bzw. älterer Bauphasen“ werden zudem als Bodendenkmal unter der Aktennummer D-3-6841-0072 geführt.

## Geschichte
Um 1150 wird erstmals der Ministeriale der Diepoldinger Hermann, Sohn des Wolfram von Levling genannt, als er dem Kloster Obermünster Güter überträgt. Im 15. Jahrhundert ist die Wasserfeste im Besitz der Poißl und verbleibt bei dieser Familie bis in das 19. Jahrhundert. Nach 1697 nannte sich diese Familie Freiherrn von Poißl von und zu Loifling, Herren auf Loifling, Haunkenzell und Stallwang. Allerdings wird 1636 ein Stephan Clingshirn vorübergehend als Besitzer beglaubigt, was aber auf die besonderen Zeitumstände zurückzuführen sein dürfte. 1818 verkaufen die Poißl ihren Besitz an einen Grafwallner; der wird daraufhin geadelt und ihm wird 1820 die Errichtung eines Patrimonialgerichts II. Klasse genehmigt. 1833 erwirbt der Staat alle Dominikalien und auch die Gerichtsrechte von Loifling.
Im Jahr 1988 ist das Wasserschloss aus dem Privatbesitz der Familie Handwerker in den Besitz der Gemeinde Traitsching übergegangen, die das Schloss zu einem kommunalen Kulturzentrum ausbaute. Um den Erhalt des Schlosses bemüht sich der „Förderverein Wasserschloss Loifling“.

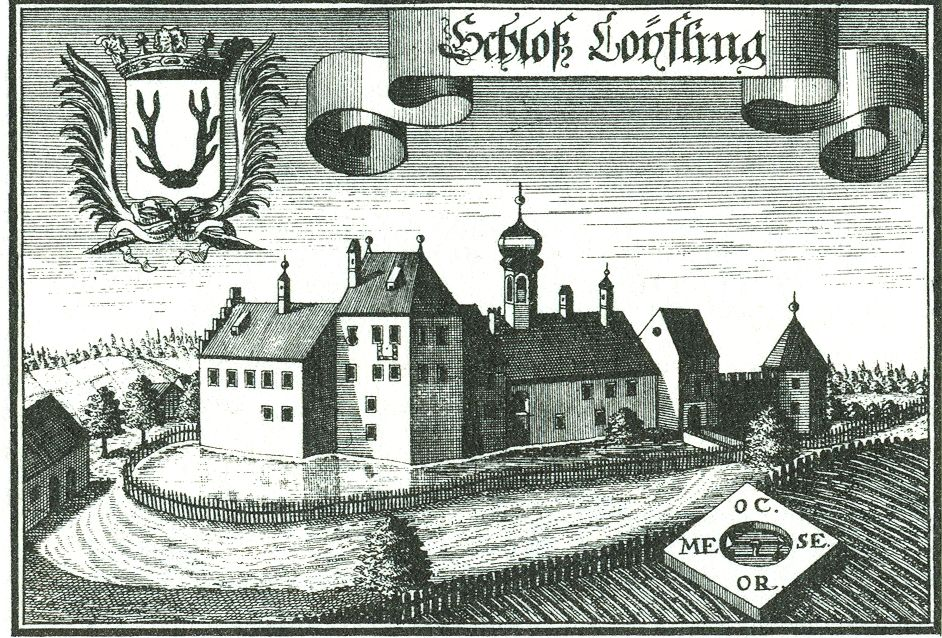
Schloss Loifling nach einem Stich von Michael Wening von 1721

## Baulichkeit
Das Schloss wurde – wie dendrochronologische Untersuchungen belegen – 1457 einem grundlegenden Umbau unterzogen. Diers fand unter Ulrich Poißl statt, der zwischen 1448 und 1457 herzoglicher Amtskastner in Cham war und an den der Wappenstein mit der Jahreszahl und den Namen Ulreich Poyssel in gotischen Buchstaben außen an der Schlosskapelle erinnert.
Nach dem Stich von Michael Wening von 1721 war das Schloss ein aus mehreren Bauteilen zusammengesetzte Anlage, die teilweise durch eine zinnenbewehrte Mauer sowie einen Wassergraben geschützt wurde.
Das Schloss Loifling ist heute eine trapezförmige ehemalige Vierseitanlage, die im 14. und 15. Jahrhundert zu einer Wasserburg ausgebaut wurde. Erweiterungen und Veränderungen fanden im 16., 18. und 19. Jahrhundert statt, wobei die spätmittelalterlichen Wehranlagen schrittweise beseitigt wurden. Auffällig ist der Wohnturm, ein dreigeschossiger Walmdachbau, der im Kern auf das späte 14. Jahrhundert zurückgeht, sein Dach stammt aus dem 18. Jahrhundert. Als mittelalterlicher Baubestand kann der dreigeschossige, kubische Hauptwohnbau des Schlosses mit seinem Walmdach und dem halbrunden Turm angesehen werden, bei dem sich sogenannte Spatenscharten mit breiterem, spatenförmigen Fuß finden. An der Süd- und Westseite des Schlosshofs befinden sich Umfassungsmauern des Palas und Wehrmauerteile, die auf die zweite Hälfte des 15. Jahrhunderts zurückgehen. Erwähnenswert ist zudem ein Tiefbrunnen mit einem gemauerten Schacht.
Nach dem Norden zu liegt der Kapellentrakt mit der ehemaligen Schlosskapelle und jetzigen Filialkirche St. Johannes dem Täufer. Diese ist ein zweigeschossiger Satteldachbau mit einem Zwiebeldachreiter. Die Kapelle stammt im Kern von 1456/57 und wurde von Ulrich I. Poyßl errichtet; sie wurde 1740, 1893 und 1905 verlängert und durch eine korbbogige Toreinfahrt (dem ehemaligen Torturm) mit dem Gasthof- und Brauereibau verbunden. Eine völlige Renovierung der Kapelle fand 1994 statt.